# Музична Україна
«Музична Україна» — спеціалізоване державне музичне видавництво, було засноване восени 1967 року (на базі видавництва Мистецтво). Видавництво публікує нотні видання, музикознавчу літературу, навчальну та наукову літературу музичного спрямування. Протягом 39 років було видано понад 5 000 видань, серед яких класичні твори світових авторів, симфонічні, інструментальні, вокальні та хорові твори українських композиторів — класичних та сучасних, зібрання музичного фольклору, наукові та популярні книжки, антології. Згідно з даними каталогу, ноти становлять приблизно 53 % усієї продукції видавництва, проте більшість з них — перевидання.
У 1990-ті видавництво не змогло перейти на нові методи роботи і згорнуло свою діяльність. Якщо за часів УРСР видавництво продукувало 220–280 видань на рік, то у на кінець 1990-х років обсяг впав до 1–2 видань. У 2000-ні роки ситуація суттєво не змінилася, так, 2002 р. видавництво «Музична Україна», видало всього лише п'ять книжок, а в 2003 — чотири..

На думку експертів скрутна ситуація з нотним видавництвом в Україні пов'язана з несприятливим податковим режимом, відсутністю дієвих протекціоністських заходів, та падінням платоспроможного попиту. Крім того, позначився спустошливий удар київського бізнесу і влади, що ліквідувала єдиний повноцінний нотний магазин на Хрещатику. Як зазначає Олег Скрипка: 
|  | Раніше я приїздив з Парижа, щоб купити ноти на Хрещатику. Нормальні, звичайні ноти народної і класичної музики. А тепер їх у Парижі знайдеш швидше, ніж у нас. Але для професіонала це необхідно, як дихати. |

ISMN код видання: 979-0-707502